# Safety (posición)

Posiciones del Free Safety (FS) y del Strong Safety (SS) en una defensa 3-4.

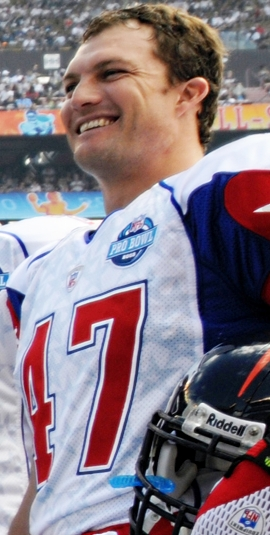
Johnny Lynch, uno de los mejores safeties de la NFL en los últimos 20 años, se retiró en 2008.

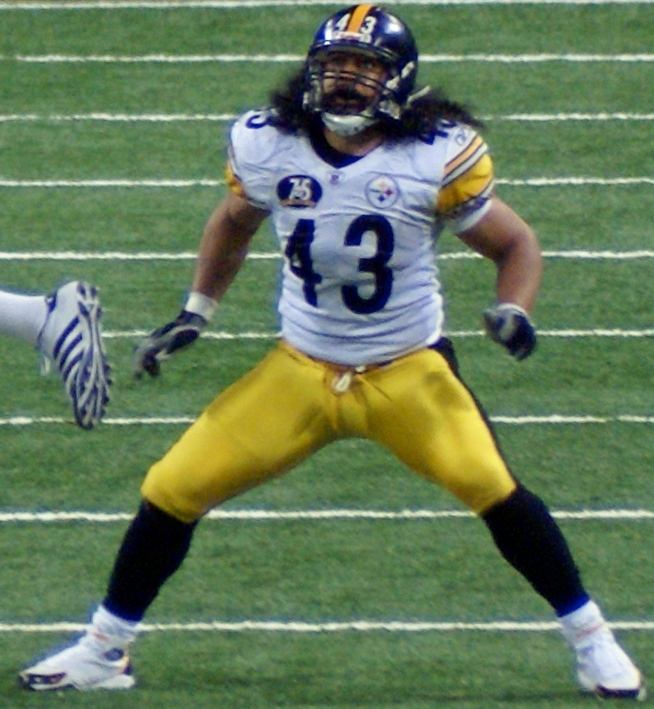
Troy Polamalu, uno de los mejores safeties en la actualidad (2009).

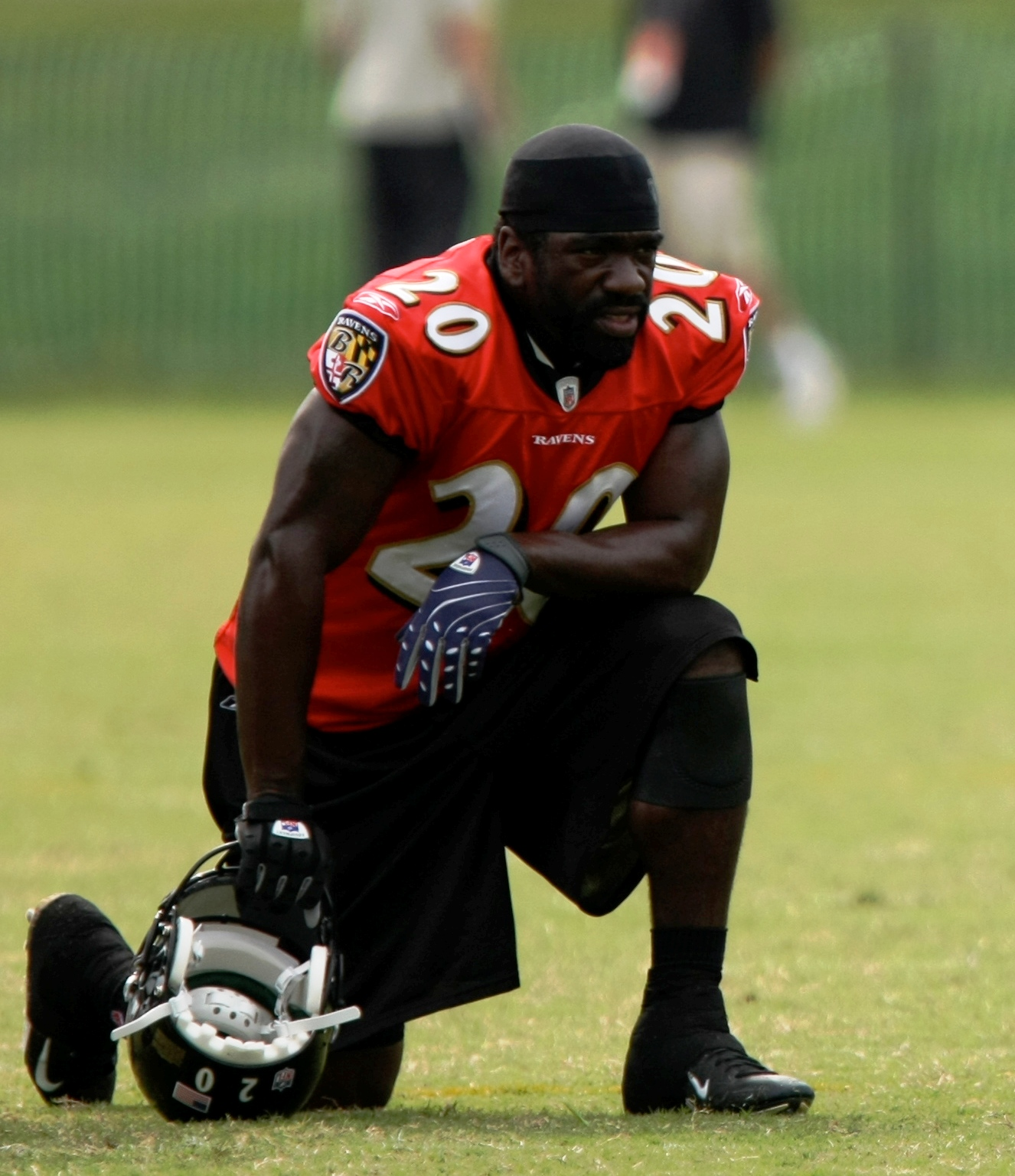
Ed Reed, también considerado entre los mejores safeties en la actualidad.

Safety (también en español: profundo) (S) es una posición de fútbol americano y fútbol canadiense en un equipo defensivo. Son backs defensivos situados normalmente de 10 yardas (30,0 pies; 9,1 m) a 15 yardas (45,0 pies; 13,7 m) de la línea de scrimmage. Hay dos variantes de esta posición en las típicas formaciones, que son el free safety (FS) y el strong safety (SS).  Sus deberes dependen del esquema defensivo utilizado. Las responsabilidades defensivas del safety y el cornerback normalmente están relacionadas con las coberturas de pase hacia el campo profundo y las líneas laterales del campo de juego, respectivamente.
Los safeties son considerados como la última línea de defensa, y se espera que sean tackleadores seguros y confiables. De hecho, muchos safeties están ubicados dentro de los mejores golpeadores en la historia del fútbol americano.
Ya que en la actualidad tanto los niveles profesionales como universitarios del fútbol americano hay un mayor enfoque en el juego aéreo, los safeties han tenido que estar aún más enfocados en la coberturas de receptores.

## Strong safety
El strong safety (en México se le conoce como profundo fuerte) tiene muchas responsabilidades del lado defensivo.  El strong safety tiende a ser más grande y fuerte que el free safety. Su trabajo es manejar el "lado fuerte" de la ofensiva. Este "lado fuerte" es considerado normalmente como el lado donde se alinea el tight end.  El strong safety tiende a jugar más cerca de la línea y ayuda a parar jugadas por tierra.  También puede ser responsable por cubrir a un jugador, como a running back o un fullback o un h-back, cuando salen en movimiento en el backfield y entonces salen del mismo para recibir un pase.

## Free safety
El free safety (en México se le conoce como profundo libre) tiende a ser más pequeño pero más rápido que el strong safety. Su trabajo suele ser estar "flotando", en espera del desarrollo de la jugada por parte del equipo ofensivo y seguir al jugador que trae el balón. En jugadas de pase, se espera que el free safety se acerque al receptor en el momento en el que pudiera recibir el pase. Los equipos ofensivos tienden a escoger jugadas llamadas play action pass específicamente para hacer que el free safety espere un acarreo por tierra, lo que lo acerca a la línea de scrimmage para reducir su efectividad como defensivo en contra del pase.  Si el equipo ofensivo coloca a un receptor, entonces el free safety puede salir a cubrirlo.  Los free safeties ocasionalmente presionan al quarterback con los llamados blitz.  Cuando esto sucede, la presión suele ser muy fuerte ya que un blitz por un back defensivo normalmente no es anticipado.

## Versión-2
En algunas ocasiones en vez de que los safeties se dividan los trabajos en términos de apoyo en contra de la carrera o en contra del pase, los safeties dividen el campo de juego el una mitad izquierda y otra mitad derecha, y cada uno es responsable por todas las jugadas que se desarrollen en sus mitades del campo de juego. Esta división de las responsabilidades se convierte en algo cada vez más común, y es llamada una formación defensiva cover 2.  La defensiva cover-2 fue usada por primera ocasión por los Steelers en los años 70s, pero fue reconocida recientemente por su uso por los Tampa Bay Buccaneers al final de los años 90s.  Con el liderazgo del entrenador en jefe Tony Dungy y el coordinador defensivo Monte Kiffin, los Bucs constituyeron una defensiva dominante, con el strong safety John Lynch al frente.  Esta versión particular de la cover 2 es llamada "Tampa 2".  Desde entonces la popularidad de la cover-2 ha emergido. Los dos equipos que llegaron al Super Bowl XLI, los Colts y los Bears, utilizaban principalmente defensivas cover-2.